# Arcidiocesi di Huambo
L'arcidiocesi di Huambo (in latino Archidioecesis Huambensis) è una sede metropolitana della Chiesa cattolica in Angola. Nel 2023 contava 1.283.600 battezzati su 2.280.600 abitanti. È retta dall'arcivescovo Zeferino Zeca Martins, S.V.D.

## Territorio
L'arcidiocesi comprende la provincia di Huambo in Angola.
Sede arcivescovile è la città di Huambo, dove si trova la cattedrale di Nostra Signora dell'Immacolata Concezione.
Il territorio è suddiviso in 55 parrocchie.

## Storia
La diocesi di Nova Lisboa fu eretta il 4 settembre 1940 con la bolla Sollemnibus Conventionibus di papa Pio XII, ricavandone il territorio dalla diocesi di Angola e Congo (oggi arcidiocesi di Luanda) e dalla prefettura apostolica di Cubango che fu contestualmente soppressa.
Il 27 luglio 1955 e il 6 giugno 1970 cedette porzioni del suo territorio a vantaggio dell'erezione rispettivamente delle diocesi di Sá da Bandeira (oggi arcidiocesi di Lubango) e di Benguela.
Il 10 agosto 1975 cedette un'ulteriore porzione di territorio a vantaggio dell'erezione della diocesi di Serpa Pinto (oggi diocesi di Menongue).
Il 3 febbraio 1977 per effetto della bolla Qui divino consilio di papa Paolo VI è stata elevata al rango di arcidiocesi metropolitana e ha assunto il nome di arcidiocesi di Huambo.

## Cronotassi dei vescovi
Si omettono i periodi di sede vacante non superiori ai 2 anni o non storicamente accertati.
- Daniel Gomes Junqueira, C.S.Sp. † (28 gennaio 1941 - 29 giugno 1970 deceduto)
- Américo Henriques † (19 febbraio 1972 - 13 aprile 1976 dimesso)
- Manuel Franklin da Costa † (3 febbraio 1977 - 12 settembre 1986 nominato arcivescovo di Lubango)
- Francisco Viti † (12 settembre 1986 - 31 luglio 2003 dimesso)
- José de Queirós Alves, C.SS.R. (3 maggio 2004 - 1º ottobre 2018 ritirato)
- Zeferino Zeca Martins, S.V.D., dal 1º ottobre 2018

## Statistiche
L'arcidiocesi nel 2023 su una popolazione di 2.280.600 persone contava 1.283.600 battezzati, corrispondenti al 56,3% del totale.
| anno | popolazione | popolazione | popolazione | presbiteri | presbiteri | presbiteri | presbiteri                | diaconi | religiosi | religiosi | parrocchie |
| anno | battezzati  | totale      | %           | numero     | secolari   | regolari   | battezzati per presbitero | diaconi | uomini    | donne     | parrocchie |
| ---- | ----------- | ----------- | ----------- | ---------- | ---------- | ---------- | ------------------------- | ------- | --------- | --------- | ---------- |
| 1950 | 394.621     | 1.284.668   | 30,7        | 115        | 13         | 102        | 3.431                     |         | 114       | 98        | 37         |
| 1966 | 754.765     | 1.327.913   | 56,8        | 166        | 69         | 97         | 4.546                     |         | 145       | 185       | 59         |
| 1970 | 880.000     | 1.670.000   | 52,7        | 165        | 86         | 79         | 5.333                     |         | 136       | 204       | 29         |
| 1980 | 767.000     | 1.330.000   | 57,7        | 49         | 27         | 22         | 15.653                    |         | 60        | 56        | 34         |
| 1990 | 1.088.004   | 1.750.000   | 62,2        | 53         | 30         | 23         | 20.528                    |         | 102       | 134       | 55         |
| 1999 | 1.000.000   | 2.890.000   | 34,6        | 49         | 27         | 22         | 20.408                    |         | 209       | 165       | 42         |
| 2000 | 1.290.000   | 2.336.211   | 55,2        | 53         | 32         | 21         | 24.339                    |         | 174       | 156       | 20         |
| 2001 | 1.170.000   | 2.072.586   | 56,5        | 62         | 39         | 23         | 18.870                    |         | 132       | 152       | 20         |
| 2002 | 1.119.590   | 2.012.180   | 55,6        | 67         | 41         | 26         | 16.710                    |         | 114       | 158       | 20         |
| 2003 | 1.056.000   | 1.956.000   | 54,0        | 65         | 43         | 22         | 16.246                    |         | 130       | 170       | 20         |
| 2004 | 1.120.000   | 1.956.000   | 57,3        | 71         | 51         | 20         | 15.774                    |         | 119       | 173       | 42         |
| 2006 | 1.278.000   | 2.083.000   | 61,4        | 77         | 57         | 20         | 16.597                    |         | 85        | 150       | 42         |
| 2013 | 1.552.000   | 2.530.000   | 61,3        | 95         | 74         | 21         | 16.336                    |         | 99        | 179       | 43         |
| 2016 | 1.635.000   | 2.667.000   | 61,3        | 104        | 81         | 23         | 15.721                    |         | 127       | 177       | 43         |
| 2019 | 1.137.010   | 2.019.555   | 56,3        | 116        | 88         | 28         | 9.801                     |         | 156       | 196       | 49         |
| 2021 | 1.208.750   | 2.147.370   | 56,3        | 130        | 98         | 32         | 9.298                     |         | 217       | 187       | 50         |
| 2023 | 1.283.600   | 2.280.600   | 56,3        | 142        | 99         | 43         | 9.039                     |         | 195       | 201       | 55         |